# Goethe-Porträt von Heinrich Christoph Kolbe
Das Goethe-Porträt von Heinrich Christoph Kolbe von 1822 ist das erste von mehreren Porträts, die der Düsseldorfer Maler Heinrich Christoph Kolbe von dem Dichter Johann Wolfgang von Goethe malte. Es gilt als das einzige Bildnis Goethes im Alter, das ihn realistisch darstellt. Das Bild befindet sich im Eigentum der Klassik Stiftung Weimar und wird vom Goethe-Nationalmuseum in Weimar ausgestellt.

## Geschichte
Mit dem Maler Kolbe, der an der Kunstakademie Düsseldorf unter Johann Peter Langer und an der École des Beaux-Arts unter François-André Vincent studiert hatte, war Goethe erstmals im Jahr 1799 in Verbindung getreten, als dieser – damals noch Student der Düsseldorfer Akademie – bei einem Preisausschreiben der „Weimarer Kunstfreunde“, das Goethe anregt hatte, den Preis für seine Zeichnung Aphrodite führt die Helena dem Paris zu gewann. Goethe ermunterte den Maler, sich an den Preisausschreiben auch in den Jahren 1800, 1801 und 1803 zu beteiligen. 1822 reiste Kolbe – seinerzeit bereits arrivierter Porträtmaler des rheinischen Bürgertums – auf Vermittlung des Bonner Universitätsprofessors Joseph Eduard d’Alton zu Goethe nach Weimar, wo er zwischen dem 2. Mai und Mitte Juni an dem Goethe-Porträt malte. Hierzu saß ihm Goethe, damals Staatsminister des Großherzogtums Sachsen-Weimar-Eisenach, in insgesamt acht Sitzungen Modell. Auch der Weimarer Großherzog Karl August und seine Geliebte, die Freifrau von Heygendorff, ließen sich in dieser Zeit von Kolbe malen, jene als Sappho.
1823 war das Goethe-Bild in der Gemäldegalerie Düsseldorf ausgestellt. Der Musiker Carl Friedrich Zelter, der das Bildnis bei seinem Düsseldorf-Besuch im November 1823 besichtigte, schrieb seinem Freund Goethe: „Es ist kräftig und sicher aufgefaßt. […] Ich bin immer, wenn ich ein anderes Bild gesehen hatte, zum Deinigen zurückgekehrt.“ Auch Goethe gefiel das Bild; schon am 22. Mai 1822 ließ er den Staatskanzler Friedrich von Müller über den Ankauf des Bildes verhandeln. Einige Freunde und Verehrer Goethes empörten sich jedoch wegen der realistischen Darstellung Goethes im Gemälde.

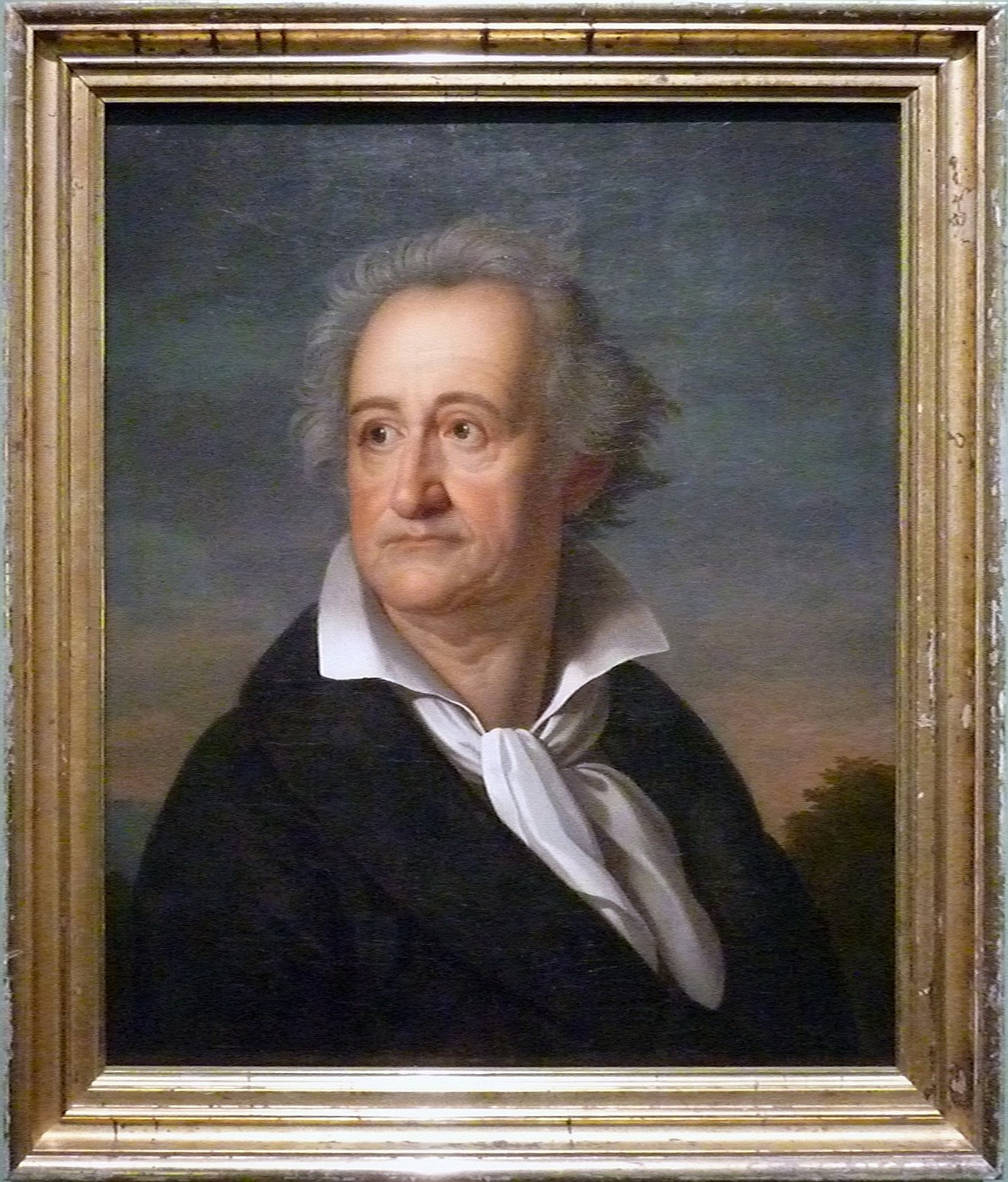
Brustbild als Studie zu Goethe als Dichter und Künstler vor dem Vesuv, bis 1826, Wallraf-Richartz-Museum & Fondation Corboud

Bis 1826 schuf Kolbe – unter Anfertigung von mehreren Brustbildern als Studien – daraufhin ein weiteres Goethe-Porträt, das den betagten Dichter vor dem Golf von Neapel und dem Vesuv stehend zeigt. Goethes Kopf bildete er dabei einer 1820 geschaffenen Goethe-Büste von Christian Daniel Rauch nach. Da Goethe über dieses zweite Bild Kolbes weniger glücklich war, weil er Neapel und den Vesuv als junger Mann besucht hatte und er das Bild daher als Anachronismus empfand, schenkte er es der Universitätsbibliothek Jena, wo es sich noch befindet.

## Beschreibung
Das Porträt zeigt Goethe als Halbfigur im Alter von 72 Jahren, bekleidet mit einem schwarzen Gehrock über einem weißen Hemd, das mit einem Kragen geschlossen ist. Auf der rechten Brust trägt er den russischen St. Annenorden, den ihm Zar Alexander I. am 15. Oktober 1808 verliehen hatte. Auf der linken Brust zeigt das Porträt den Orden vom Weißen Falken, mit Goethe als Wirklicher Geheimer Rat am 30. Januar 1816 für seine politischen Dienste von Großherzog Karl August von Sachsen-Weimar-Eisenach dekoriert worden war. Über dem weißen Hemd hebt sich als Halsorden das rote Band und das Komturkreuz des österreichischen Leopold-Ordens ab. Mit diesem Orden hatte ihn der Kaiser von Österreich, Franz I., im Sommer 1815 ausgezeichnet. Auf dem Rockaufschlag ist das Offizierskreuz der Ehrenlegion befestigt, das Goethe im September 1818 von Ludwig XVIII. auf dem Postweg erhalten hatte, nachdem er auf dem Erfurter Fürstenkongress am 14. Oktober 1808 von Kaiser Napoleon I. bereits zum Ritter der Ehrenlegion erhoben worden war.